# SM U-151
O SM Unterseeboot 151 foi um submarino alemão que serviu na Kaiserliche Marine durante a Primeira Guerra Mundial .
Foi lançado a 4 de Abril de 1917, e entrou ao serviço da Marinha Imperial Alemã. De 1917 até ao Armistício em novembro de 1918 fez parte da U-Kreuzer Flotilla. Realizou quatro patrulhas de guerra, nas quais afundou um total de 34 embarcações inimigas e danificou outras 5 .
Afundou em 2 de novembro de 1917 os navios mercantes brasileiros Acary e Guahyba próximos à ilha de Cabo Verde.
No final da guerra foi entregue à França em Cherbourg, onde foi convertido num navio alvo, sendo afundado a 7 de Junho de 1921.

## Comandantes
- Waldemar Kophamel - 21 de Julho de 1917 - 26 de Dezembro de 1917
- Heinrich von Nostitz und Jänckendorff - 27 de Dezembro de 1917 - 11 de Novembro de 1918

## Subordinação
| 21 de julho de 1917 - 11 de novembro de 1918 | U-Kreuzer Flotilla |

## Sucessos
- 34 navios afundados num total de 88 395 toneladas [3].
- 5 navios danificados num total de 10 220 toneladas.

| Data        | Comandante                            | Nome da Embarcação              | Tonelagem | Nacionalidade   |
| ----------- | ------------------------------------- | ------------------------------- | --------- | --------------- |
| 19 Set 1917 | Waldemar Kophamel                     | Blanche                         | 3 104     | francês         |
| 1 Out 1917  | Waldemar Kophamel                     | Etna                            | 5 604     | italiano        |
| 2 Out 1917  | Waldemar Kophamel                     | Viajante                        | 377       | português       |
| 4 Out 1917  | Waldemar Kophamel                     | Bygdønes                        | 2 849     | norueguês       |
| 12 Out 1917 | Waldemar Kophamel                     | Parthian (hms) (danificado)     | 1 025     | britânico       |
| 13 Out 1917 | Waldemar Kophamel                     | Caprera                         | 5 040     | italiano        |
| 20 Out 1917 | Waldemar Kophamel                     | Moyori Maru                     | 3 746     | japonês         |
| 21 Out 1917 | Waldemar Kophamel                     | Gryfevale                       | 4 437     | britânico       |
| 2 Nov 1917  | Waldemar Kophamel                     | Acary                           | 4 275     | brasileiro      |
| 2 Nov 1917  | Waldemar Kophamel                     | Guahyba                         | 1 891     | brasileiro      |
| 16 Nov 1917 | Waldemar Kophamel                     | Margaret L. Roberts             | 535       | norte-americano |
| 21 Nov 1917 | Waldemar Kophamel                     | Sobral                          | 1 075     | norueguês       |
| 22 Nov 1917 | Waldemar Kophamel                     | Tijuca                          | 2 543     | francês         |
| 23 Nov 1917 | Waldemar Kophamel                     | Trombeta                        | 235       | português       |
| 26 Nov 1917 | Waldemar Kophamel                     | Johan Mjelde                    | 2 049     | norueguês       |
| 24 Mai 1918 | Heinrich von Nostitz und Jänckendorff | Edna (danificado)               | 325       | norte-americano |
| 25 Mai 1918 | Heinrich von Nostitz und Jänckendorff | Hattie Dunn                     | 435       | norte-americano |
| 25 Mai 1918 | Heinrich von Nostitz und Jänckendorff | Hauppauge (danificado)          | 1 446     | norte-americano |
| 2 Jun 1918  | Heinrich von Nostitz und Jänckendorff | Carolina                        | 5 093     | norte-americano |
| 2 Jun 1918  | Heinrich von Nostitz und Jänckendorff | Edward H. Cole                  | 1 791     | norte-americano |
| 2 Jun 1918  | Heinrich von Nostitz und Jänckendorff | Edward R. Baird Jr (danificado) | 279       | norte-americano |
| 2 Jun 1918  | Heinrich von Nostitz und Jänckendorff | Isabel B. Wiley                 | 776       | norte-americano |
| 2 Jun 1918  | Heinrich von Nostitz und Jänckendorff | Jacob M. Haskell                | 1 778     | norte-americano |
| 2 Jun 1918  | Heinrich von Nostitz und Jänckendorff | Texel                           | 3 210     | norte-americano |
| 2 Jun 1918  | Heinrich von Nostitz und Jänckendorff | Winneconne                      | 1 869     | norte-americano |
| 3 Jun 1918  | Heinrich von Nostitz und Jänckendorff | Samuel C. Mengel                | 915       | norte-americano |
| 3 Jun 1918  | Heinrich von Nostitz und Jänckendorff | Herbert L. Pratt (danificado)   | 7 145     | norte-americano |
| 4 Jun 1918  | Heinrich von Nostitz und Jänckendorff | Eidsvold                        | 1 570     | norueguês       |
| 5 Jun 1918  | Heinrich von Nostitz und Jänckendorff | Harpathian                      | 4 588     | britânico       |
| 5 Jun 1918  | Heinrich von Nostitz und Jänckendorff | Vinland                         | 1 143     | norueguês       |
| 8 Jun 1918  | Heinrich von Nostitz und Jänckendorff | Pinar Del Rio                   | 2 504     | norte-americano |
| 10 Jun 1918 | Heinrich von Nostitz und Jänckendorff | Henrik Lund                     | 4 226     | norueguês       |
| 10 Jun 1918 | Heinrich von Nostitz und Jänckendorff | Vindeggen                       | 3 179     | norueguês       |
| 14 Jun 1918 | Heinrich von Nostitz und Jänckendorff | Kringsjaa                       | 1 750     | norueguês       |
| 14 Jun 1918 | Heinrich von Nostitz und Jänckendorff | Samoa                           | 1 138     | norueguês       |
| 18 Jun 1918 | Heinrich von Nostitz und Jänckendorff | Dwinsk                          | 8 173     | britânico       |
| 22 Jun 1918 | Heinrich von Nostitz und Jänckendorff | Chilier                         | 2 966     | belga           |
| 23 Jun 1918 | Heinrich von Nostitz und Jänckendorff | Augvald                         | 3 406     | norueguês       |
| 28 Jun 1918 | Heinrich von Nostitz und Jänckendorff | Dictator                        | 125       | britânico       |
| Total       | Total                                 | Total                           | 98 615    |                 |